# Пегау
Пегау (нем. Pegau) — город в Германии, в земле Саксония. Подчинён административному округу Лейпциг. Входит в состав района Лейпциг. Совместно с общиной Эльстертребниц образует управление Пегау. Население составляет 6325 человек (на 31 декабря 2019 года). Занимает площадь 48,8 км². Официальный код — 14 3 79 580.
Город подразделяется на 19 городских районов.

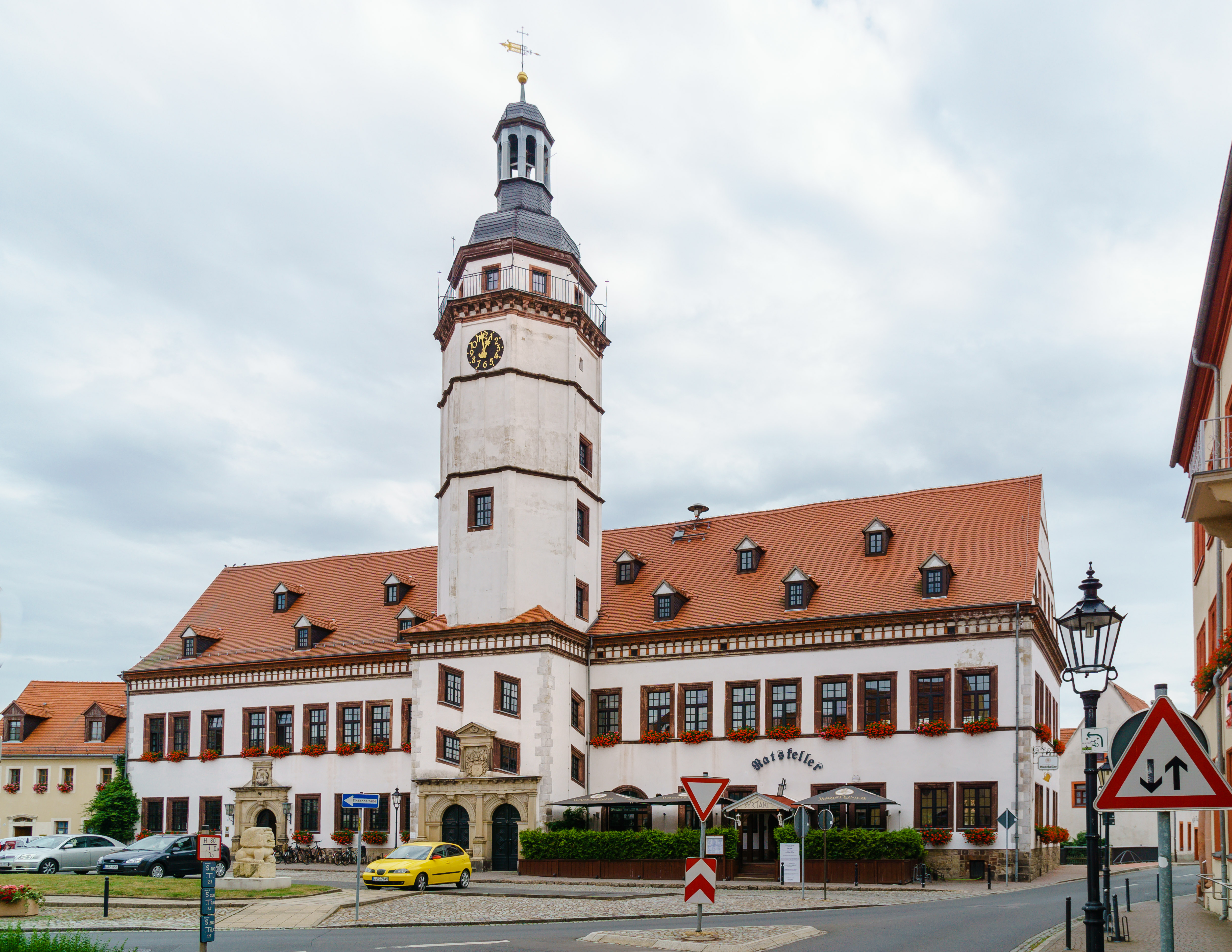
Здание ратуши
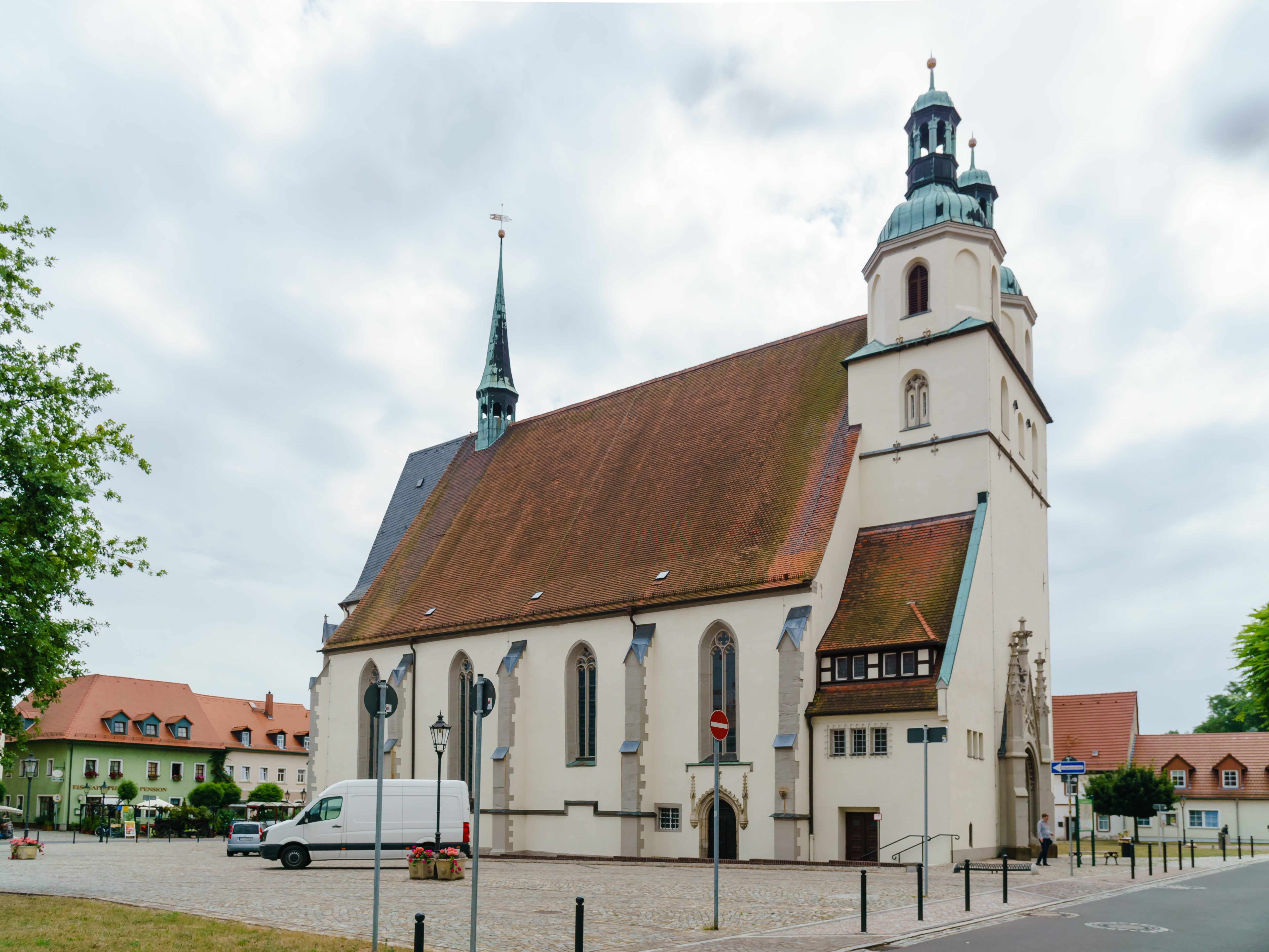
Церковь св. Лаврентия
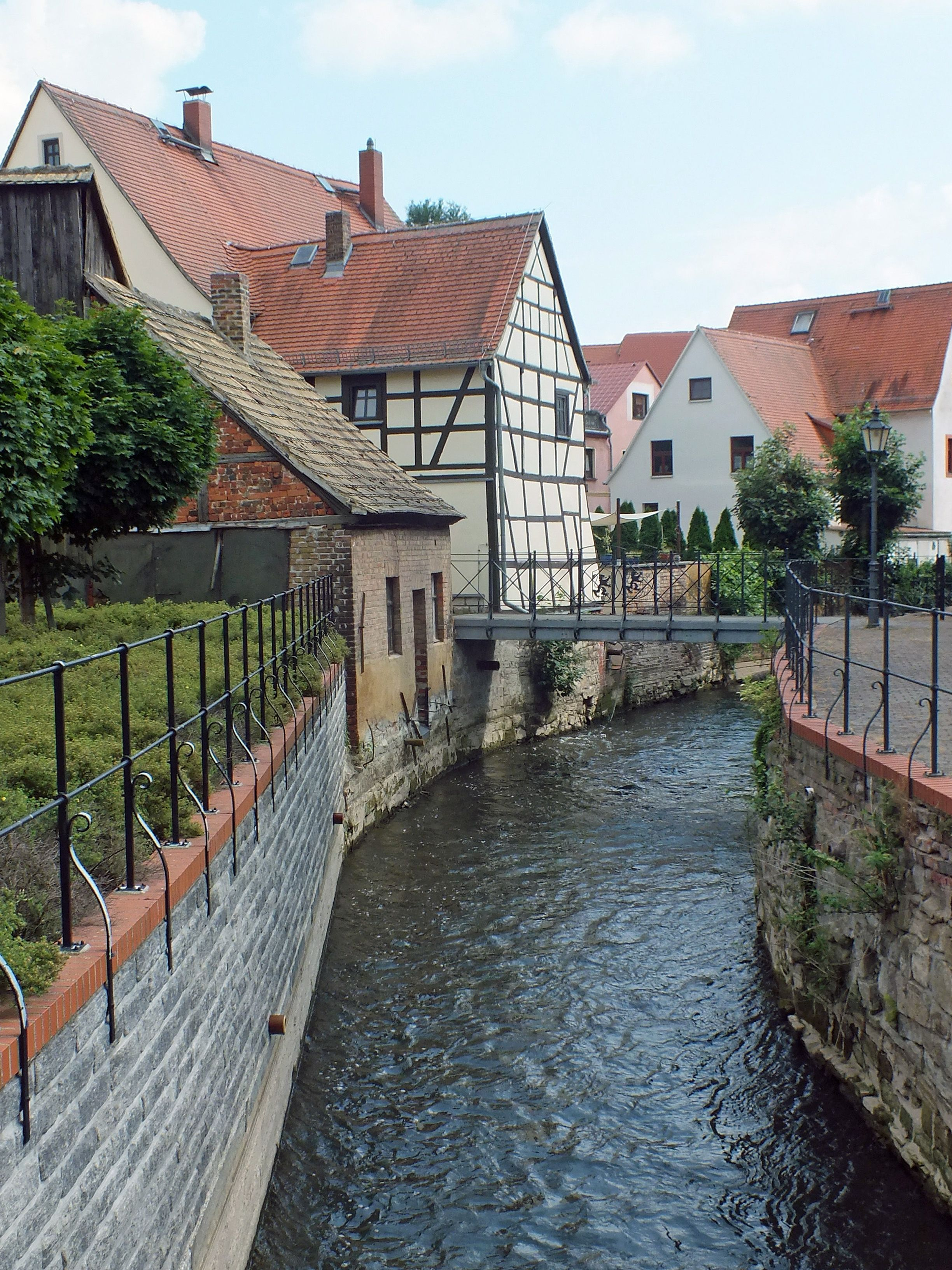
Мельничный ручей